# Clase Cambi
La clase Cambi fue una serie de navíos de línea de la Armada Española que constaba de una serie de dos buques con diseño inicial de 60 cañones nominales cada uno, repartidos en dos cubiertas. De acuerdo con los estándares británicos, la serie quedaba categorizada como de tercera clase.

## Diseño
Esta clase fue diseñada como buques batería con dos cubiertas de cañones continuas y tenía una eslora de 42,35 metros (cubierta de cañones) y 35,29 metros (quilla), una manga de 11,76 metros y un calado de 5,89 metros. Eran buques con aparejo cuadrado (o de fragata) con tres mástiles (trinquete, palo mayor y palo de mesana). El casco se cerraba en la popa con un espejo de popa, en el que se integraban galerías que conducían a las galerías laterales. Estas estaban decoradas con tallas y esculturas específicas de la época con fines representativos. El entablado era machihembrado, lo que significa que los extremos de los tablones se unían en uniones firmes, creando una superficie exterior lisa.
Esta clase fue construida entre 1717 y 1719 en San Feliu de Guíxols, Cataluña, por el constructor naval Bernardo Cambí, siguiendo el "sistema a la española". Ambos buques de la clase fueron vendidos a la Armada Española poco después de su botadura. El armamento previsto consistía en 60 cañones, con la batería inferior equipada con cañones de 24 libras y la superior con cañones de 12 libras. Sin embargo, debido a la planificación general de la flota del almirante Antonio de Gaztañeta, la batería inferior se minoró a cañones de 18 libras. No obstante, para compensar, se añadieron entre cuatro (Cambi) y seis cañones de 6 libras (Catalán)  a la superestructura, resultando artillados con 64 y 66 cañones respectivamente. El peso de la munición en una andanada quedó rebajado de las 474 libras castellanas iniciales a 414 en el caso del Cambi y a 420 en el caso del Catalán.
Los buques estaban bajos las advocaciones de San Bartolomé y Nuestra Señora de Monserat, respectivamente.

## Buques de la clase
| Nombre de advocación       | Nombre  | Astillero            | Autorizado | Puesta de quilla      | Botadura             | Asignado            | Baja del servicio   | Observaciones                                                  |
| -------------------------- | ------- | -------------------- | ---------- | --------------------- | -------------------- | ------------------- | ------------------- | -------------------------------------------------------------- |
| San Bartolomé              | Cambi   | San Feliú de Guixols |            | 21 de octubre de 1717 | 24 de agosto de 1718 | septiembre de 1718  | 9 de junio de 1726  | Incendiado accidentalmente en travesía de Veracuz a La Habana. |
| Nuestra Sra. de Montserrat | Catalán | San Feliú de Guixols |            | septiembre de 1718    | 2 de junio de 1719   | 19 de junio de 1719 | 31 de enero de 1731 | desguazado en el Arsenal de la Carraca                         |